# 14225 Alisahamilton
14225 Alisahamilton eller 1999 XZ49 är en asteroid i huvudbältet som upptäcktes den 7 december 1999 av LINEAR i Socorro County, New Mexico. Den är uppkallad efter Alisa Hamilton.
Den tillhör asteroidgruppen Nysa.